# 레미 카드
레미 카드(Rémy Card)는 리눅스 커널에 기여로 유명한 프랑스의 소프트웨어 개발자이다.
그는 리눅스용 확장 파일 시스템 (ext)과 이차 확장 파일 시스템(ext2)의 주요 개발자 중 한 명으로 유명하다.

## 참고 문헌
- 레미 카드. (1997) Programmation Linux 2.0. Gestion 2000. ISBN 84-8088-207-7.
- 레미 카드. Dumas, Éric; & Mével, Franck. (1998). The Linux Kernel Book. John Wiley & Sons. ISBN 0-471-98141-9.